# Barmsijs
De barmsijs (Acanthis flammea) is de enige soort uit het geslacht Acanthis. Eerder werden binnen dit geslacht vier of vijf verschillende soorten onderscheiden. Volgens nieuw moleculair genetisch onderzoek is er voor mainstream vogelkundigen maar één soort met vijf ondersoorten.
- Acanthis f. flammea (Linnaeus, 1758)		 (Grote barmsijs).
- Acanthis f. rostrata (Coues, 1861)
- Acanthis f. cabaret (Müller, PLS, 1776) (Kleine barmsijs):
- Acanthis f. exilipes (Coues, 1862) (Witstuitbarmsijs).
- Acanthis f. hornemanni (Holbøll, 1843) (Witstuitbarmsijs).

## Verspreiding van de ondersoorten
De grote barmsijs (A. f. flammea) plant zich voort in gebieden rond de Noordpool: noordelijk Europa, Siberië, Alaska en Canada. Het is een trekvogel die 's winters naar het zuiden trekt en wordt waargenomen in West- en Midden-Europa tot soms in Zuid-Europa. Verder ook naar midden- en oostelijk Azië tot in Japan en naar het noorden van de Verenigde Staten.

A. f. rostrata broedt in noordoostelijk Canada, Groenland en IJsland en is wintergast in het noordoosten van de Verenigde Staten en de Britse Eilanden. De vroeger onderscheiden ondersoort A. f. islandica is hierbij ingesloten.

A. f. cabaret (Müller, PLS, 1776) (kleine barmsijs) broedt op de Britse eilanden, zuidwestelijk Skandinavië tot het noorden van Duitsland en Polen. Verder in montane dennen- en larixbossen in Frankrijk en Midden-Europa. Kleine barmsijzen overwinteren in sterk wisselende aantallen zuidelijk van dit verspreidingsgebied.

A. f. exilipes broedt in de arctische toendragebieden van Alaska, Canada en noordelijk Eurazië. Overwintert in sterk wisselend aantal tot in de Verenigde Staten, China en Midden-Europa. A. f. exilipes werd als een ondersoort beschouwd van de witstuitbarmsijs.

A. f. hornemanni  (witstuitbarmsijs) broedt in de arctische toendragebieden in noordoostelijk Canada en Groenland. Overwintert in sterk wisselend aantal tot in het noordoosten van de Verenigde Staten.